# ハイヌウェレ型神話

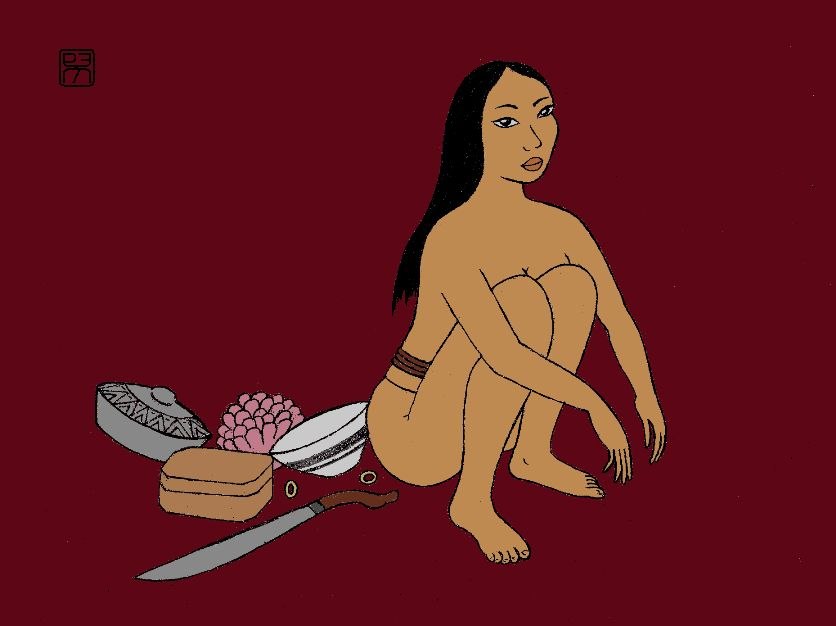
ハイヌウェレ

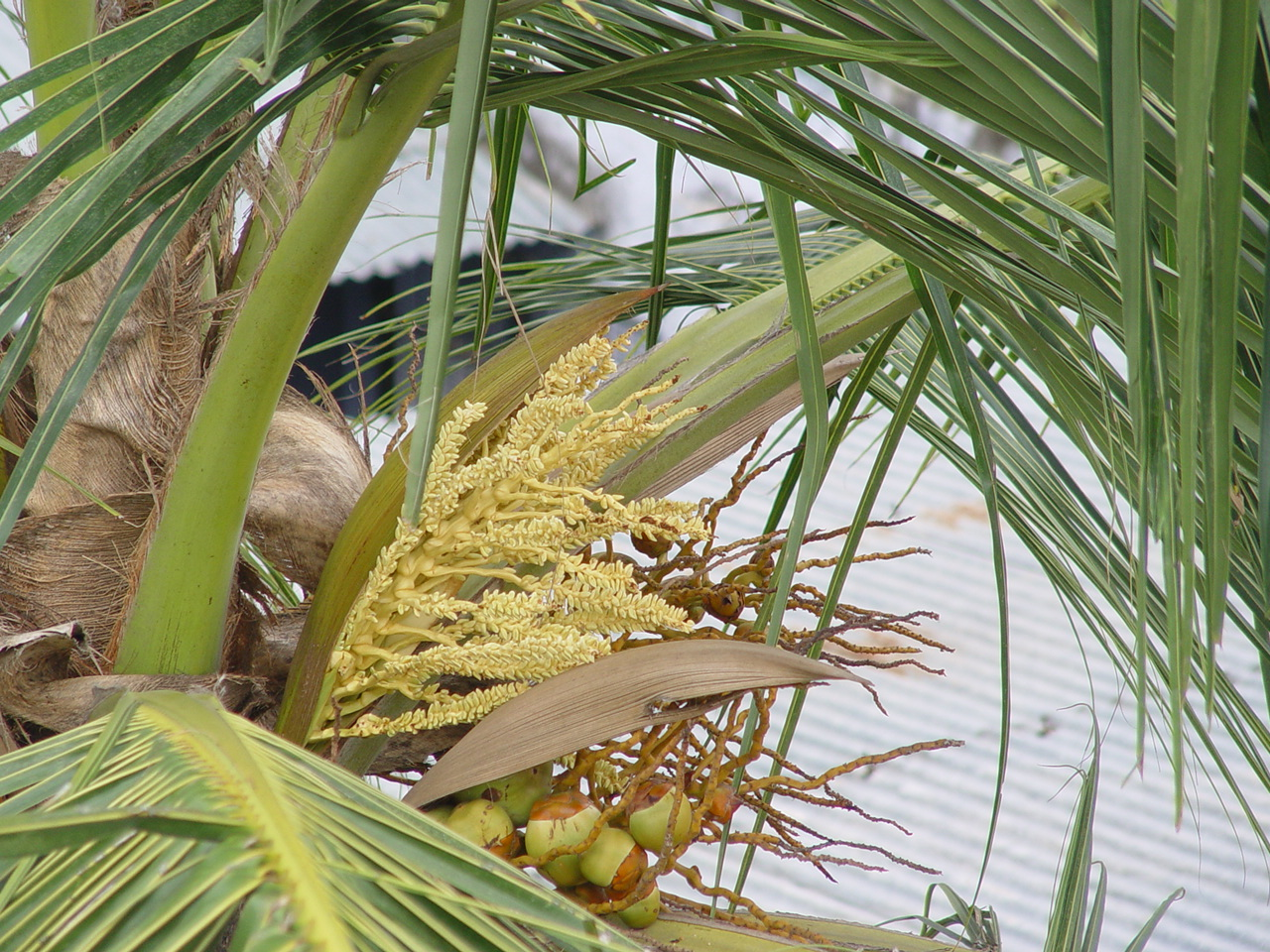
ココヤシの花

ハイヌウェレ型神話（ハイヌウェレがたしんわ、ハイヌヴェレとも、Hainuwele type myths）とは、世界各地に見られる食物起源神話の型式の一つで、殺された神の死体から作物が生まれたとするものである。
その名前は、ドイツの民俗学者であるアードルフ・エレガート・イェンゼン（Adolf Ellegard Jensen、1899年1月1日 - 1965年5月20日）が、その典型例としたインドネシア・セラム島のウェマーレ族（ヴェマーレ族）の神話に登場する女神の名前から命名したものである。
ウェマーレ族のハイヌウェレの神話は次のようなものである。ココヤシの花から生まれたハイヌウェレ（「ココヤシの枝」の意）という少女は、様々な宝物を大便として排出することができた。あるとき、踊りを舞いながらその宝物を村人に配ったところ、村人たちは気味悪がって彼女を生き埋めにして殺してしまった。ハイヌウェレの父親は、掘り出した死体を切り刻んであちこちに埋めた。すると、彼女の死体からは様々な種類の芋が発生し、人々の主食となった。
イェンゼンは、人々に、土地、食用作物、トーテム、作物の栽培方法、家禽の飼育方法、ボートの作り方、ダンス、神聖な儀式の実行方法、などの知識を与え（文化英雄）、または、バラバラにされることで何か（作物や土地など）を生み出す存在を、ニューギニアのマリンド・アニム族の言語から取った用語で「デマ神」（ドイツ語: Dema-Gottheit、英語: Dema Deity）と命名し、その概念を民族学に導入した。

## ハイヌウェレ神話
インドネシア東部のセラム島西部のウェマーレ族（ヴェマーレ族）に次のような農耕起源神話（殺された女神の神話）が伝わる（なお、細部の異なる異伝もいくつか存在する）。
九家族（バナナから発祥した最初の人類）は、ヌヌサク山を下りて部族移動をはじめ、森の中の神聖な踊りの広場、タメネ・シワのある場所に来ていた。そのなかにアメタ（「黒、夜」等の意）という独身の男がいた。狩猟でイノシシ（野生豚）をしとめると、牙（≒骨に相当）から（石のように固い）ココヤシの実が見つかった（そのとき世界にはまだココヤシの木は存在しなかった）。アメタはサロン・パトラ（蛇模様の布）で覆って実を持ち帰ったが、夢に謎の男が現れ、その実を植えよとのお告げにしたがうと、3日で木に成長し、さらに3日後に開花した。アメタはヤシ酒を作ろうと木登りしたが、花を切ろうとして指を傷つけてしまい、血が花にほとばしった。すると花と血が人間のかたちとなり、9日後には少女に育っていた。その彼女をハイヌウェレ（ハイヌヴェレ、「ココヤシの枝」の意）と名づけ、蛇柄のサロン布に包んで持ち帰った。彼女には、いろいろな高価な品物を大便として排泄するという、不思議な能力が備わっていたので、アメタは富豪となった。
神聖なるタメネ・シワの広場では、9夜連続のマロ踊りが開催された。踊り手はマロ踊りを螺旋を描きながら踊るのだが、中央には女たちが控えていて、清涼剤である「ベテルの実とシリーの葉」すなわち檳榔子（）と蒟醤（）の葉を配って渡す。ところがハイヌウェレは第二夜にはビンロウジのかわりにサンゴを渡し、第三夜に中国製磁器、第四夜により豪華な磁器、第五夜に大きな山刀、第六夜に銅製のシリー入れ、第七夜に銅鑼と、だんだんと高価な品を配った。しかし人々はこれを気味悪がり、嫉妬心も働いて謀殺することに決め、第九夜の踊りの最中に彼女を生き埋めにし、踊りながらして穴を踏み鳴らし、悲鳴があがるのを歌声でかき消し、殺してしまった。
アメタは娘が帰らないことをいぶかり、占いを行って彼女が舞踏会で殺されたと知った。ココ椰子の葉肋を持って砂に突きさして回り、彼女が埋められる場所を突き止めた。そして彼女の両腕をのこし、それ以外の部分を細切れに刻んで広場のまわりの土地に埋めたが、それらの場所から世界に存在していなかったイモ類（ヤム芋やタロイモ）が生じ、その後の人類の主食となった。
異伝では、この時、ハイヌウェレの両親は「おまえ達は彼女を殺した。今やおまえ達は彼女を食べねばならぬ」と言ったという。
アメタは娘の両腕を抱えて、劫初より人類を支配してきた、（未熟な青くて石のように固いバナナから生まれた、）ムルア・サテネという女神を訪ねて訴えた。彼女は憤慨して人間界にいることをやめると宣言し、踊りのように九重の螺旋からなる門を築きあげて、すべての人間にそこを通るように命じて選別を始めた。命に従わないものは人間以外の者にされると忠告され、動物や精霊になってしまった。門をくぐる者たちも、大木に座るサテネの脇を抜けようとするが、すれ違いざまにハイヌウェレの片腕で殴られた。大木の左側に抜けようとしたものは五本の木の幹（あるいは竹）を飛び越さなくてはならず「パタリマ」（五つの人たち）となり、右側に抜けようとしたものは九本を飛び越して「パタシワ」（九つの人たち）となった。セラム島のウェマーレ族やアルーネ族は、「九つの人たち」に数えられる。
これは寿命の罰が与えられたと解釈されており、すなわち、それまで世界は人間にとって死の無い楽園だったのに、ハイヌウェレ殺害後は、人類は定まった寿命を授かり、死後に門を通り、死の女神サテネに謁見しなくてはならなくなったと説明される。

## 該当例
芋類栽培は、原初の農耕形態として、約1万年前から始まったと推測されている。
この形の神話は、東南アジア、オセアニア、南北アメリカ大陸に広く分布している。それらはみな、芋類を栽培して主食としていた民族である。イェンゼンは、このような民族は原始的な作物栽培文化を持つ「古栽培民」と分類した。ハイヌウェレ神話は、古栽培民に特徴的な習俗である首狩りや食人の儀礼の由来にも説明を与えている。
彼らの儀礼には、生贄の人間や家畜など動物を屠った後で肉の一部を皆で食べ、残りを畑に撒く習慣があり、これは神話と儀礼とを密接に結びつける例とされた。
ニューギニアの中央部に住んでいた、マリンド・アニム族の人々は、マヨという祭り（マヨ祭儀）の最中に、「マヨ娘（Majo-iwag）」と呼ばれる若い娘を、男達が全員で犯した上で、殺して肉を食べ、残りの骨は集められて、芽を出したばかりのココ椰子の若木の側に、一片ずつ分けて埋められ、血は、椰子の幹に、赤く塗りつけられたという。
マヨ祭儀には成人式としての意味もあり、若者達に、神話で語られる（植物と人間の区別が無い）原初のデマ神の時代に連れ戻したうえで、ハイヌウェレ的存在を殺させることで、デマ神と人間が別れ・分かたれ、現在の（植物を栽培して食する）文化と世界秩序が成立した過程を追体験させるものでもある。こうして若者達は人間になる過程を完了するのである。

こうした儀礼には、女性の「生命を生み出す力」を、あるいは、「生命」そのものを、自身に取り込み、かつ、大地に分け与えるという、意味がある。それは、生命力の枯渇した、自身を、大地を、世界を、再生＝復活させることに他ならない。これは、日本の正月の習俗である、年神の霊魂が宿った（年神の象徴である）鏡餅を砕いて食べる行為（鏡開き）にも通じている。また、キリスト教において、イエス・キリストの肉と血を食べて飲むことで、永遠の命が得られるという説話にも通じている。これは比喩だとされているが、全宗教に通底するハイヌウェレ型神話の思想が表現されたものであろう。
「わたしは、天から降って来た生きたパンである。このパンを食べるならば、その人は永遠に生きる。人の子の肉を食べ、その血を飲まなければ、あなたたちの内に命はない。わたしの肉を食べ、わたしの血を飲む者は、永遠の命を得、わたしはその人を終わりの日に復活させる。 わたしの肉はまことの食べ物、わたしの血はまことの飲み物だからである。」（ヨハネによる福音書 6:51-55）

日本神話のオオゲツヒメや保食神（ウケモチ）・ワクムスビにもハイヌウェレ型の説話が見られる（日本神話における食物起源神話を参照）。なお、日本神話においては、発生したのは宝物や芋類ではなく、五穀である。日本神話に、南方起源の神話が組み込まれていることはわかっているので、作物の種類だけ現地化したのであろう。
しかし、このことから、日本神話に挿入されたのは、中国南方部から日本に伝わった話ではないかと仮説する者もいる。『山海経』には、中国南部にある食物神・后稷の墓の周りには、穀物が自然に生じているとの記述がある。
もしくは、日本列島内において、南方系の神話と大陸系の神話を折衷させたのであろう。あるいは、南方系の芋類起源神話が、大陸を経由して、穀物起源神話へと進化して、日本列島に伝わった可能性も考えられる。
神話の伝播は、一回だけと考える必要はない。日本列島には数万年の間に、複数のルートから、何波にも分かれて、様々な人類が渡来しているので、それに伴い、ハイヌウェレ型神話も、進化段階と内容の異なる、バリエーションが、何度も伝わった（持ち込まれた）と考えるべきであろう。

古代日本列島の縄文時代に製作された、土偶（土偶は基本的に女性型）は、そのほとんどが、バラバラにされて、もしくは、体の一部を欠損した状態で、地中から見つかるが、これは、ハイヌウェレ型神話のような、死体化生神話に則って、将来の豊穣を願って、そのような状態にされて、意図的に埋められたもの、とする説もある。これらのことから、日本におけるハイヌウェレ型神話の起源は、8世紀に記紀神話に記載されるよりもはるかに古く、縄文時代中期、紀元前3500年）にまで遡る可能性が高い。縄文時代の、草創期、早期、前期の土偶は、ほぼ全形を保った状態で発見されており、つまり、それまでは土偶を破壊する社会制度がなかったことを意味する。
上記のハイヌウェレ神話の、植物から生まれた娘を養女にして富豪になるくだりは、日本の竹取物語を想起させる。ハイヌウェレ神話では、ハイヌウェレが大便として財宝を出すが、竹取物語では、竹の中から財宝が出てくる。竹取物語は、中国から伝来した仏教説話が基になっているが、話の一部分として、ハイヌウェレ型神話も、仏教説話と融合させているのであろう。

あと、上記のハイヌウェレ神話は、文中に「中国製磁器」という単語が出てくることから、中国が磁器を海外に盛んに輸出したのは、明朝（14世紀～17世紀）の時期なので、おそらく、近世になってから、改変されたバージョンである。また、話の後半部分に、マタイ福音書25章と類似する話が書かれていることから、キリスト教の影響を受けて、改変されている可能性が高い。